# Corgatha gemmifer
Corgatha gemmifer är en fjärilsart som beskrevs av George Francis Hampson 1894. Corgatha gemmifer ingår i släktet Corgatha och familjen nattflyn. Inga underarter finns listade i Catalogue of Life.